# کمیته ملی المپیک ازبکستان
کمیته ملی المپیک ازبکستان (انگلیسی: National Olympic Committee of the Republic of Uzbekistan) یک سازمان ورزشی است که نماینده کشور ازبکستان در کمیته بین‌المللی المپیک می‌باشد.
این سازمان که در سال ۱۹۹۲ تأسیس شده مسئول آماده‌سازی و اعزام ورزشکاران به بازی‌های المپیک، بازی‌های المپیک جوانان و بازی‌های آسیایی است.